# Ліам Мур
Ліам Мур (англ. Liam Moore; нар. 31 січня 1993, Лафборо) — англійський футболіст, захисник клубу «Лестер Сіті».

## Клубна кар'єра
Народився 31 січня 1993 року в місті Лафборо. Вихованець футбольної школи клубу «Лестер Сіті». У сезоні 2010/11 Мур був капітаном молодіжного складу «Лестера», який дійшов до чвертьфіналу Молодіжного кубку Англії.

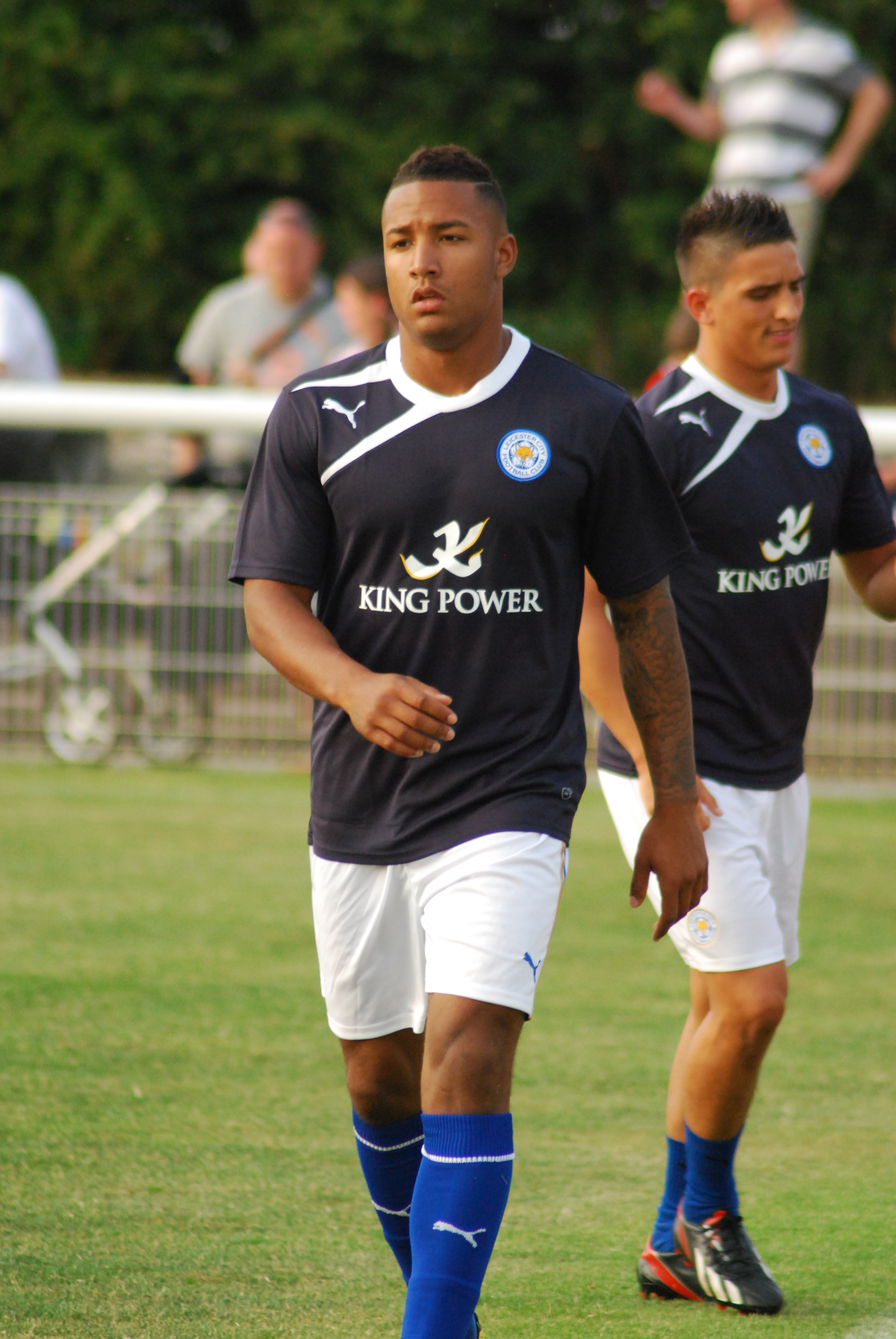
Ліам Мур під час виступів за «Лестер Сіті». 12 липня 2013 року.

Не зігравши жодного матчу за основну команду, у серпні 2011 року Мур відправився в оренду в «Бредфорд Сіті» з Другої ліги, де виступав до кінця року, зігравши в 22 матчах за клуб в усіх турнірах.
2 січня 2012 року Ліам дебютував у складі «Лестера», вийшовши у стартовому складі команди на матч проти «Крістал Пелас». У вересні 2012 року підписав з «лисицями» трирічний контракт.
Зігравши протягом усього 2012 року лише 18 матчів за «Лестер Сіті» у Чемпіоншіпі, 20 лютого 2013 року Мур перейшов в «Брентфорд» на правах оренди до закінчення сезону, проте вже 30 березня 2013 року Мур був відкликаний з оренди після того, як капітан «лисиць» Вес Морган отримав дискваліфікацію.
14 вересня 2013 року Мур забив свій перший гол на професійному рівні, відзначившись у матчі з «Віган Атлетік». За підсумками вересня 2013 року він був визнаний найкращим «молодим гравцем місяця» у Футбольній лізі. Всього ж у сезоні 2013/14 Ліам зіграв 30 матчів у Чемпіоншипі і допоміг своїй команді вийти в Прем'єр-лігу.
16 серпня 2014 року Мур зіграв свій перший матч у Прем'єр-лізі в матчі проти «Евертона» (2:2), проте закріпитись в елітному дивізіоні не зумів, зігравши до кінця роки лише в 11 матчах чемпіонату, через що 26 лютого 2015 року його знову було віддано в оренду до кінця сезону в «Брентфорд». Там футболіст після трьох невдалих виступів втратив місце в основі, через що вже 2 квітня його було відкликано з оренди назад.
З 1 вересня 2015 року до 4 січня 2016 року Мур грав на правах оренди в Чемпіоншипі «Бристоль Сіті», після чого вкотре повернувся до «Лестера», який за підсумками сезону 2015/16 сенсаційно за два тури до кінця став чемпіоном Англії, проте Мур так і не зіграв в тому чемпіонському сезоні жодного матчу в чемпіонаті.
Наразі встиг відіграти за команду з Лестера 59 матчів в національному чемпіонаті.

## Виступи за збірні
2009 року дебютував у складі юнацької збірної Англії, взяв участь у 7 іграх на юнацькому рівні.
З 2012 року залучався до складу молодіжної збірної Англії, разом з якою був учасником молодіжного Євро-2015, де англійці не змогли вийти з групи. Всього на молодіжному рівні зіграв у 14 офіційних матчах, забив 1 гол.

## Титули і досягнення
- Чемпіон Англії (1):

«Лестер Сіті»: 2015–16